# Koagulopatia
Koagulopatia – termin medyczny używany w stosunku do zaburzeń krzepnięcia krwi. Koagulopatia to stan, w którym zdolność krwi do krzepnięcia jest upośledzona. 
Prawidłowy proces krzepnięcia krwi zależy od współdziałania różnych białek obecnych we krwi. Koagulopatia może być spowodowana obniżonymi poziomami lub brakiem białek odpowiedzialnych za krzepnięcie, znanych jako czynniki krzepnięcia lub czynniki koagulacyjne. Zaburzenia genetyczne, takie jak hemofilia i choroba von Willebranda mogą prowadzić do zmniejszenia poziomu czynników krzepnięcia. Leki przeciwzakrzepowe, takie jak warfaryna, również zapobiegają prawidłowemu tworzeniu się skrzepów. W 2003 roku Karim Brohi, profesor nauk o urazach na Queen Mary University of London, po raz pierwszy wprowadził termin ostra koagulopatia pourazowa (ang. Acute Traumatic Coagulopathy, ATC), stwierdzając, że koagulopatia wywołana urazem prowadzi do: cięższego krwawienia, niewydolności wielonarządowej i wysokiej śmiertelności.